# Marie Thérèse Spinelli
Marie Thérèse Spinelli (Rome, 1er octobre 1789 - Frosinone, 22 janvier 1850) est une religieuse italienne fondatrice des augustines servantes de Jésus et Marie et reconnue vénérable par l'Église catholique. 

## Biographie
Elle naît à Rome dans une famille modeste d'artisans. À 16 ans, elle se marie mais elle est rapidement violentée continuellement par son conjoint. Le vice-gérant de Rome, Mgr Fenaja, décrète la séparation des époux et l'arrache des mains de ce tortionnaire qui abandonne sa femme enceinte sans plus donner de nouvelles. Quelques mois plus tard, elle donne naissance à une fille. En raison de ses difficultés financières, elle est obligée de travailler comme gouvernante dans une famille noble, où, en accord avec sa patronne, elle se consacre à des œuvres caritatives. Entre-temps, sa fille est confiée à ses grands-parents puis placée, à 10 ans, comme pensionnaire dans un monastère.
En 1820, elle comprend qu'elle doit se consacrer à l'enseignement des enfants. L'année suivante, elle s'installe à Frosinone où elle découvre qu'il n'y a pas d'écoles pour filles. Avec d'autres femmes, elle ouvre la première école publique pour filles, subventionnée par la municipalité. Désireuse de donner à cette communauté d'enseignantes la forme d'une congrégation religieuse ; elle prononce des vœux le 23 septembre 1827 et ses compagnes reçoivent l'habit religieux, prenant le nom de servantes de Jésus et de Marie. En 1831, l'institut est agrégé à l'ordre de Saint Augustin. Marie Thérèse décède à Frosinone le 22 janvier 1850.

## Culte
Le procès diocésain de béatification se déroule dans les années 1982-1997. Elle est reconnue vénérable le 10 octobre 2016 par le pape François.